# Steppenbison
Der Steppenbison (Bos priscus) ist eine ausgestorbene Art der Bisons. Er ist der Vorfahre des Amerikanischen Bison und des Europäischen Wisent.
Während der letzten Kaltzeit im Pleistozän war dieses Wildrind auch in Europa weit verbreitet, bis es vor 11.700 Jahren verschwand. Die bisher jüngsten Funde datieren um 8500 v. Chr. und 8800 v. Chr. (beide aus Sibirien). Bei ersterem Fund handelt es sich um einen nahezu vollständigen, mumifizierten Kadaver eines rund 4 Jahre alten Individuums. Von den überlebenden Vertretern der Gattung unterschied sich die Art unter anderem durch ihre längeren Hörner.

## Morphologie und Erscheinung

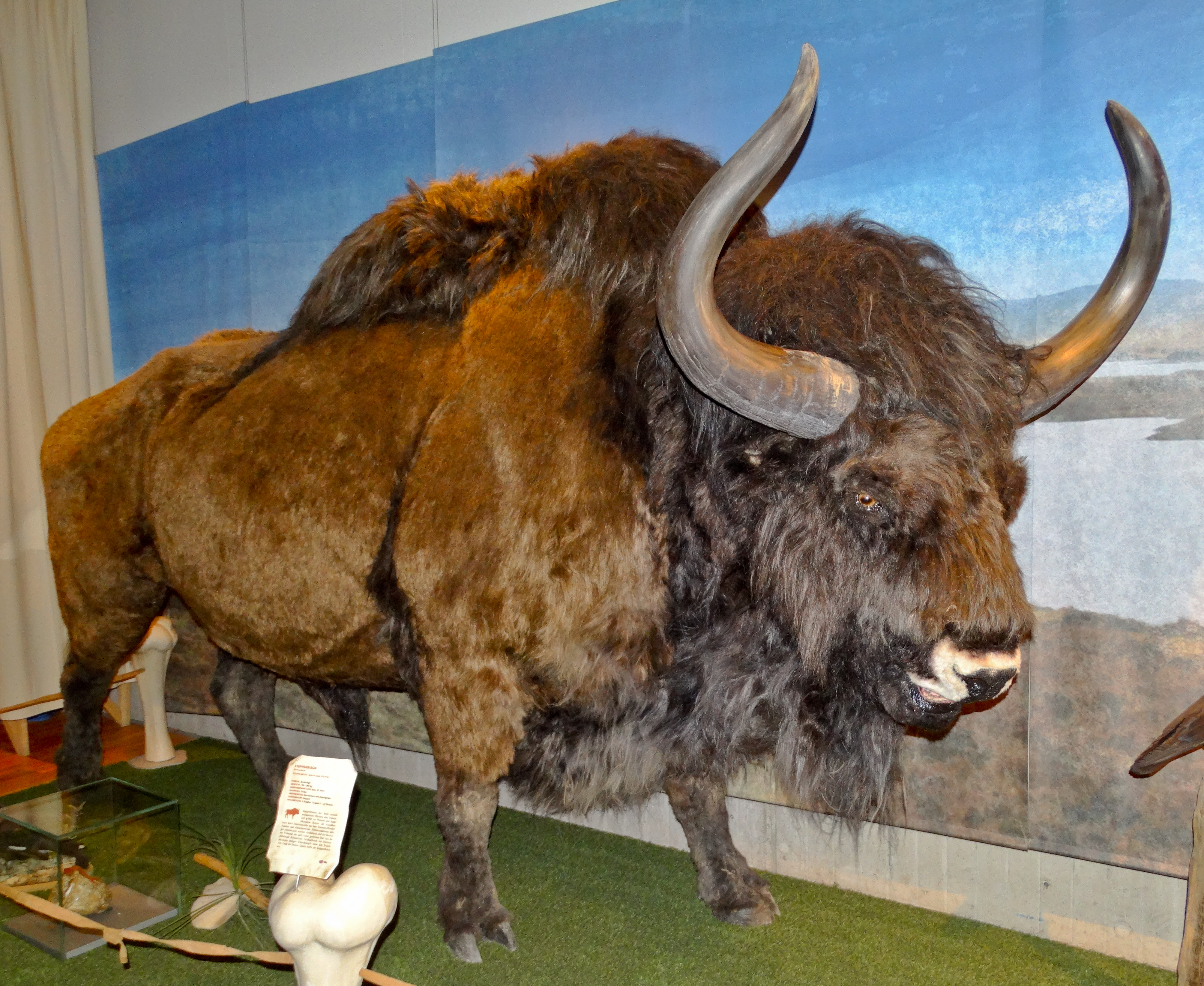
Rekonstruktion im Neanderthal-Museum

Die Erscheinung des Steppenbisons war der der anderen Bisonarten wahrscheinlich sehr ähnlich. Jedoch unterschied er sich durch längere Hörner sowie eine allgemein größere Statur und erreichte etwa an die 2 Meter Schulterhöhe. Gewichtsschätzungen belaufen sich auf 700 bis 800 kg. Die Bullen waren wahrscheinlich robuster gebaut als die Kühe. Wie bei anderen Bisons war die Schulterregion stark ausgeprägt und Hals und Kopf trugen die längsten Haare. Höhlenmalereien zeigen Steppenbisons mit einem rötlich-dunkelbraunen Fell, ähnlich dem der anderen Bison-Arten. Die Hörner sind vergleichsweise lang und dick, und schräg nach oben-vorne gebogen. Die Hornspitzen sind meist leicht nach hinten orientiert. Der größte gemessene Abstand zwischen den Hörnern eines Steppenbisons beträgt rund 120 cm.
Steppenbisons sind durch zahlreiche gut erhaltene Skelette oder Skelettelemente dokumentiert. Des Weiteren wurden einige Exemplare mit konserviertem Weichteilgewebe gefunden. Das bekannteste und besterhaltene Exemplar ist „Blue Babe“, geborgen nahe Fairbanks, Alaska, und ist auf rund 36.000 Jahre BP datiert. 2007 wurde bei Tsiigehtchic, Kanada, ein weiterer mumifizierter Steppenbison-Kadaver gefunden.
Laut mitochondrialer DNA war der Steppenbison mit dem Amerikanischen Bison näher verwandt als mit dem schlankeren Wisent. Neuere Untersuchungen bestätigen, dass der Steppenbison der direkte Vorfahre des Amerikanischen Bisons ist und in Europa speziell in den wärmeren Sommern die Landschaft dominierte, während der Wisent durch eine Kreuzung von weiblichen Auerochsen mit dem Steppenbison entstand und vorwiegend die kälteren Zeiten dominierte, sodass es in den letzten 20.000 Jahren mehrfach zu einem Wechsel der Dominanz kam.

## Verbreitung und Lebensraum

Historische Verbreitung der eurasischen Formen; Verbreitung des Wisents bis zum Hochmittelalter in dunkelgrün, Reliktpopulation im 20. und 21. Jh. rot; hellgrün die früh-holozäne Verbreitung eurasischer Wisente (Wisent und Steppenbison) von der frühen Nacheiszeit bis Antike

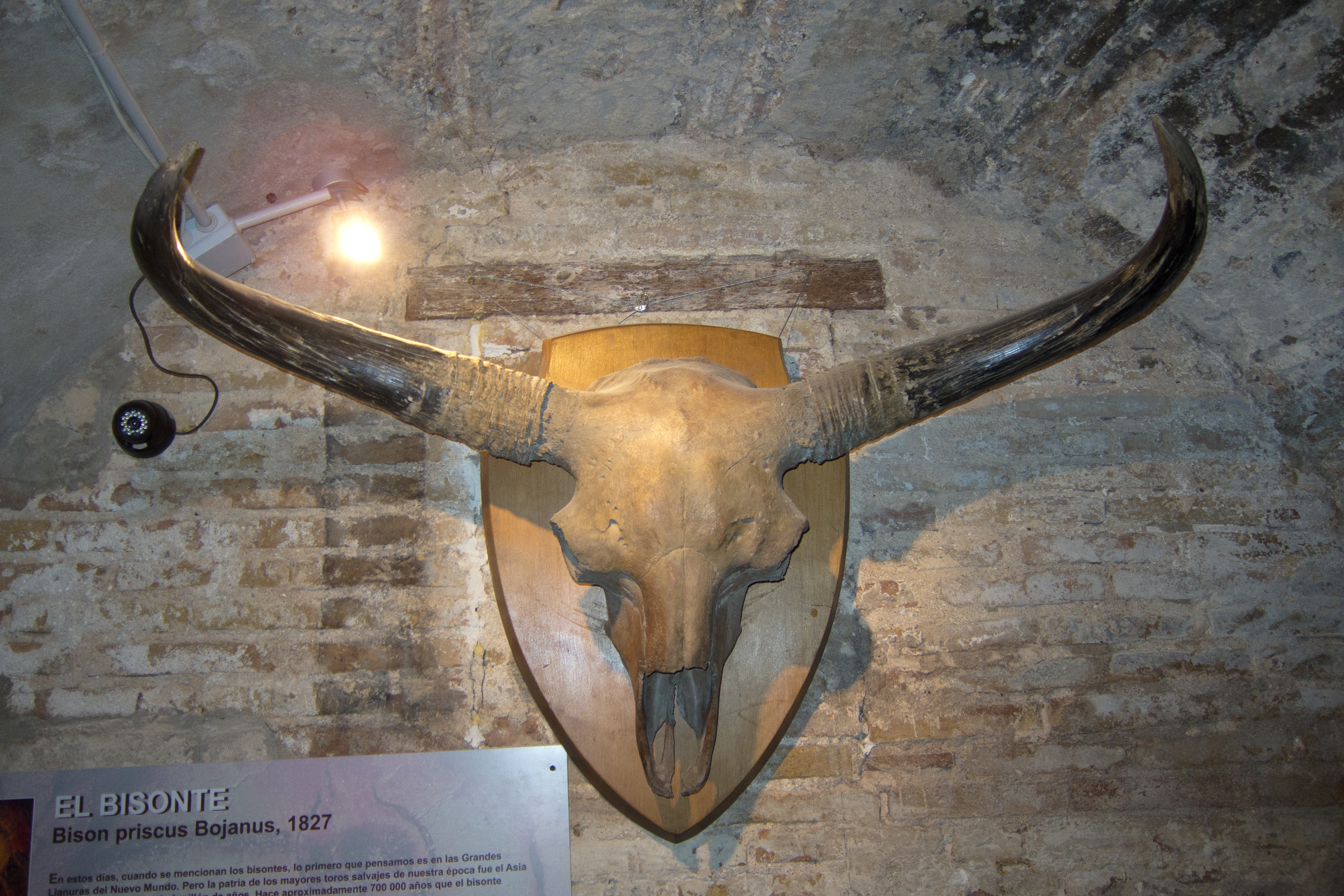
Schädel eines Steppenbisons. Die Hörner sind deutlich länger als bei den beiden rezenten Bison-Arten

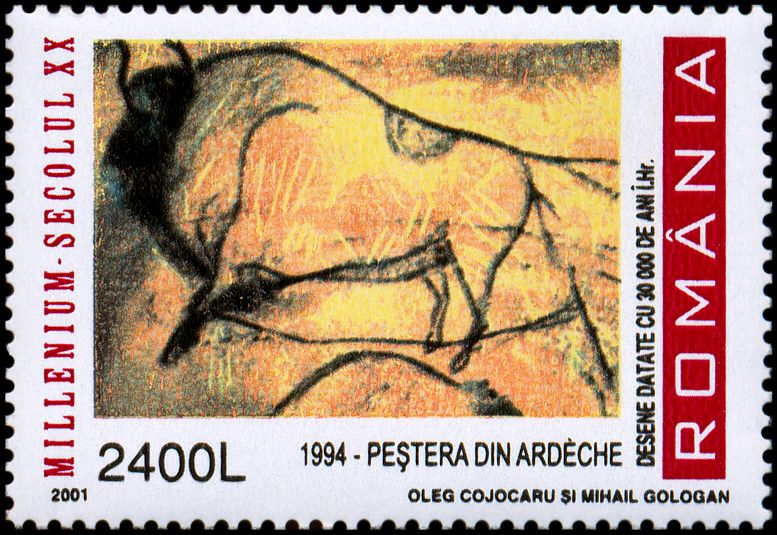
Rumänische Briefmarke (2001): Steppenwisente aus der Chauvet-Höhle

Das Verbreitungsgebiet des Steppenbisons erstreckte sich in den Kaltzeiten über die eisfreien Teile Europas, Asiens und Nordamerikas. Folglich handelte es sich um eine holarktische Art. In Europa lösten sich die Kaltzeit-Faunenkomplexe und Warmzeit-Faunenkomplexe jeweils ab. Während der Warmzeiten war der Steppenbison daher durch andere, Wärme bevorzugende Wildrinder, wie den Auerochsen, weitgehend ersetzt. Er trat aber vereinzelt auch in diesen Klimaphasen auf, wie dies die thüringischen Travertinlagerstätten bei Weimar und Bilzingsleben zeigen. Der Lebensraum des Steppenbisons war die sogenannte Mammutsteppe, deren Biom etwa auch das Wollhaarmammut, Wollnashorn, Wildpferd, die Saiga-Antilope und andere Großtiere beinhaltete. Der Steppenbison war in einigen Regionen wahrscheinlich eines der häufigsten Tiere der Mammutsteppe und zog in großen Herden umher. In Nordamerika sind Funde dieser Spezies häufig, schätzungsweise repräsentieren 80 % aller Fossilien nahe Fairbanks den Steppenbison.

## Höhlenmalerei
Obwohl Steppenbisons häufig auf Höhlenmalereien wie in der Höhle von Altamira, der Höhle von Lascaux oder in der Höhle von Niaux dargestellt sind, ist es unklar, ob diese Art dem Menschen als Jagdwild diente. Ebenso fielen den Wissenschaftlern Unterschiede bei der Darstellung in Höhlenmalereien auf, da einzelne Abbildungen langhörnige Tiere mit kräftigem Rückenbuckel zeigen, andere dagegen kurzhörnige mit weniger stark gebuckeltem Rücken. Zumeist wurde dies jedoch als künstlerische Freiheit interpretiert. Nach eingehender Untersuchung in Verbindung mit Genanalysen an fossilen Knochen wird nun angenommen, dass die langhornigen Bisons auf den Darstellungen vor 22.000 bis 18.000 Jahren den Steppenbison darstellen, während die Kurzhorn-Bisons möglicherweise eine Hybridform entstanden aus dem Steppenbison und dem Auerochsen repräsentieren (in den Genanalysen als CladeX bezeichnet) und die jüngeren Darstellungen dominieren. Dies geht einher mit Isotopenuntersuchungen, wonach der Steppenbison eher die wärmeren Klimaabschnitte bevorzugte, die Tiere der CladeX-Linie dagegen während der kühleren Phasen der letzten Kaltzeit auftraten. Die Tiere der CladeX-Linie stellen nach Meinung der beteiligten Wissenschaftler die direkten Vorfahren des europäischen Wisents dar.

## Entwicklung und Aussterben
Der Steppenbison entwickelte sich vermutlich vor etwa 700.000 Jahren im Mittelpleistozän, wobei er möglicherweise aus kleineren Formen wie Bos schoetensacki hervorging, und erreichte seine maximale Ausbreitung während der letzten Kaltzeit, der Würm-Kaltzeit.
Der Steppenbison fiel der Quartären Aussterbewelle zu Beginn des Holozäns vor rund 9.000 Jahren zum Opfer. Laut Overkill-Hypothese ist der Mensch verantwortlich für das Aussterben zumindest mancher zu jenem Zeitpunkt verschwundener Arten.